# Bercu, Satu Mare
Bercu este un sat în comuna Lazuri din județul Satu Mare, Transilvania, România. Se află în apropiere de colțul celor trei frontiere.

### Monumente istorice
Biserica reformată din Bercu - Nava bisericii poate fi datată în secolul al-XV-lea. Sanctuarul original a fost demolat în timpul restaurării din 1880 când nava edificiului a fost alungită pentru a putea adăposti mai mulți credincioși.  

 Acest articol despre o localitate din județul Satu Mare este deocamdată un ciot. Puteți ajuta Wikipedia prin completarea lui.